# Il libro dei versi
Il libro dei versi è un'opera di Arrigo Boito uscita in prima edizione nel 1877 assieme a Re Orso, a Torino per Casanova editore. La seconda edizione uscì sempre per lo stesso editore e sempre assieme al poemetto Re Orso nel 1902.

## L'opera
Il famoso incipit di Dualismo: «Son luce ed ombra; angelica / farfalla o verme immondo» deve molto a Dante, di cui Boito era appassionato lettore. Si veda, infatti, Purgatorio, X 124-25: «siam vermi / Nati a formar l'angelica farfalla». A conferma dell'influenza dantesca, al v. 51 della stessa lirica si legge «che s'indìa», dove il verbo indiare è prelevato direttamente da Paradiso, IV 28.
Il libro dei versi è uno dei documenti poetici più importanti della letteratura scapigliata esprimendo pienamente quel dualismo che è marchio di fabbrica di tutta la Scapigliatura. Vi si trovano componimenti famosissimi che si studiano ancora a scuola come Dualismo che tratta della lacerazione prodotta da due opposti inconciliabili (l'ideale e il reale) e Lezione d'anatomia  strutturata sulla contrapposizione tra sogno e scienza profanatrice. Interessante, anche se poco studiata, la poesia Georg Pfecher, degna di «quella che nel 1915 sarebbe stata l'Antologia di Spoon River dello statunitense Edgar Lee Masters» in cui l'autore si diverte a ricercare le origini di questo oscuro monaco, il cui nome compare lungo un muro incrostato di un monastero.
Segno distintivo del libro è inoltre l'ironia (si veda Georg Pfecher o Un torso) che non si deve scambiare per distacco, ma è una sorta di difesa dalla commozione troppo violenta.
La bipolarità o dualismo domina anche la struttura dei singoli componimenti: le liriche, infatti, sono frequentemente costruite su parole antitetiche (ad esempio, nella famosa Dualismo, nella prima strofa alla angelica / farfalla fa da contrasto il verme / immondo); l'antitesi è spesso sottolineata a livello lessicale in quanto si alternano parole colte e letterarie come i dantismi brago oppure indiare e parole basse e realistiche come bestemmia.

## Struttura
Queste le poesie contenute nel libro:
- Dualismo
- Castello antico
- Case nuove
- A una mummia
- Un torso
- Madrigale
- Poesia e prosa
- Ballatella
- Le foglie
- Georg Pfecher
- A Giuseppe Ignazio Kraszewki
- Lezione d'anatomia
- A Emilio Praga
- A Giovanni Camerana
- Scritto sull'ultima pagina del Libro dei versi